# 흑마늘

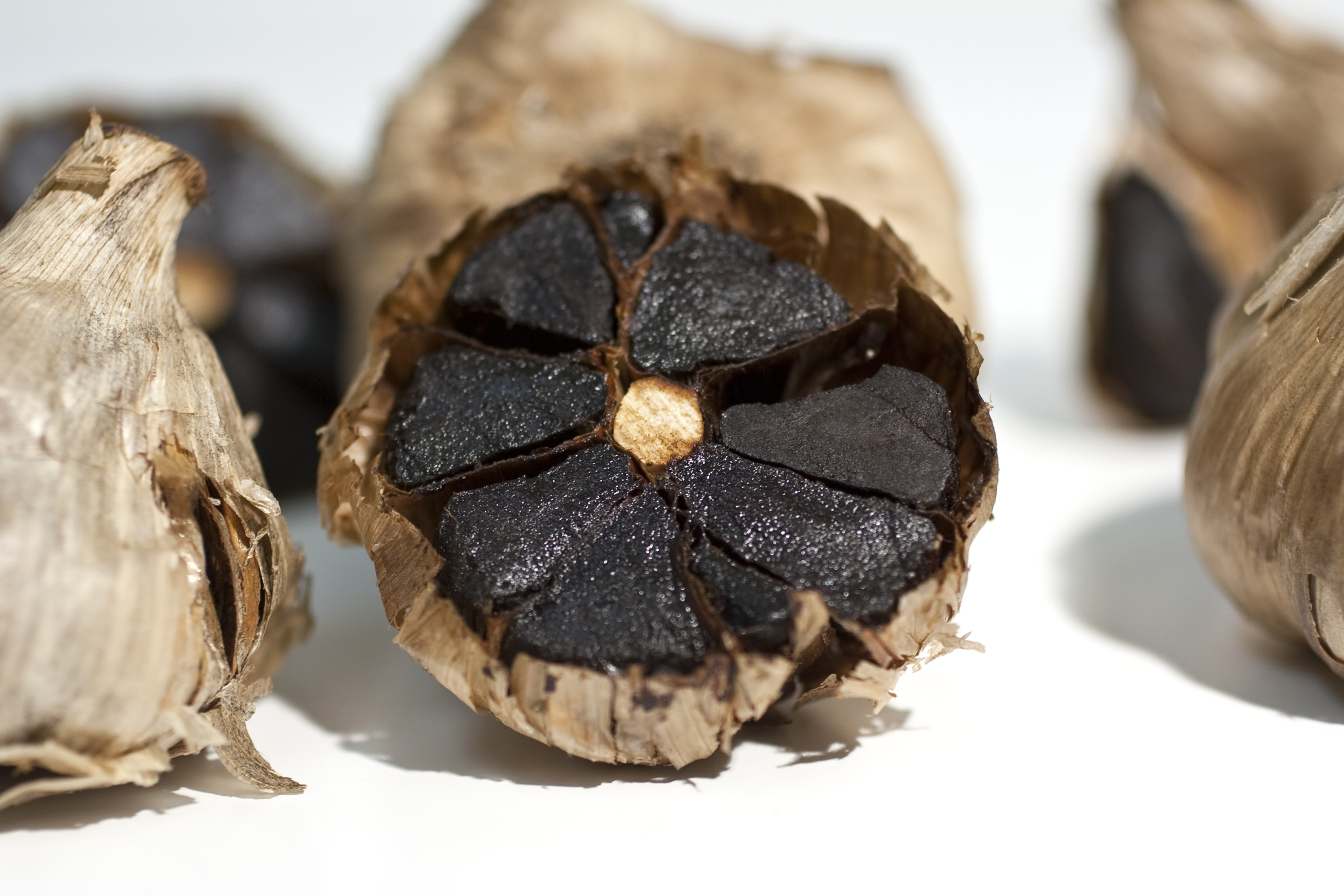
흑마늘

흑마늘(black garlic)은 짙은 갈색-검은색을 띠는 숙성된 마늘의 일종이다. 이 과정은 동아시아에서 시작되었다. 흑마늘은 마늘을 (부추속) 따뜻하고 습하며 통제된 환경에 몇 주 동안 두어 만드는데, 이 과정에서 검은 마늘 쪽이 생성된다. 흑마늘은 다양한 요리에 사용된다.

## 생산
흑마늘은 마늘 통이나 분리된 마늘 쪽을 섭씨 60 ~ 90 °C (140 ~ 190 °F) 범위의 온도에서 통제된 습도(80~90%) 환경에서 15~90일 동안 숙성하여 생산된다(일반적으로 습도 85%, 섭씨 70도에서 40일). 첨가제나 방부제는 사용되지 않으며 마늘을 태우는 것이 아니라 장기간 저온 마이야르 반응으로 인해 어두운 색이 나타난다. 마늘 쪽은 검게 변하고 끈적한 대추 같은 질감을 띠게 된다.
발효 능력이 있고 강한 내열성을 가진 박테리아 내생균이 일반 마늘과 흑마늘에서 확인되었다. 이들은 흑마늘 생산과 관련이 있을 수 있다.
흑마늘은 스토브에서 기름에 생마늘을 익힌 흑마늘 기름(마유)과는 다르다.

## 풍미 프로필
흑마늘은 신선한 마늘의 톡 쏘는 맛이 거의 완전히 사라지면서 감초, 타마린드 및 당밀 향이 발달한다. 그 맛은 흑마늘을 만드는 데 사용된 신선한 마늘에 따라 달라진다. 설탕 함량이 높은 마늘은 더 부드럽고 캐러멜 같은 맛을 내는 반면, 설탕 함량이 낮은 마늘은 더 날카롭고 약간 더 신맛을 낸다. 마늘을 너무 높은 온도에서 너무 오래 가열했거나 충분히 가열하지 않았다면 탄 맛이 나타날 수도 있다. 가열하는 동안 마늘은 단맛이 완전히 발달하기 훨씬 전에 검은색으로 변하기 때문이다.

## 요리 용도
건강 및 영양 보충제로 흑마늘은 단독으로, 빵 위에, 치즈, 적포도주 또는 다크 초콜릿과 함께, 수프나 소스에, 고기나 생선과 함께, 마요네즈에 으깨어 샐러드드레싱으로, 비네그레트에 추가하거나 채소 요리에 사용할 수 있다. 마늘 쪽은 으깨서 사용할 수도 있다.

## 대중문화
흑마늘은 아이언 셰프 아메리카 시즌 7, 에피소드 11 (푸드 네트워크)에서 붉평치 요리 대결에 사용되면서 미국 텔레비전의 주목을 받았고, 브라보의 탑 셰프 뉴욕 에피소드에서도 사용되었다. 이 에피소드에서 흑마늘은 아귀, 옥돔과, 리소토 또는 닭고기에 곁들이는 소스에 추가되었다.
영국에서는 2009년 2월 BBC의 요리 및 라이프스타일 프로그램인 Something for the Weekend에서 텔레비전 데뷔를 했다. 사우스 웨스트 마늘 농장주이자 농부인 마크 보트라이트(Mark Botwright)는 "흑마늘"에 대한 4000년 된 한국 레시피를 발견한 후 마늘 보존 과정을 개발했다고 주장했다.
애니메이션 TV 프로그램 밥스 버거스 (시즌 5 에피소드 5, "최고의 버거")에서 주인공 밥은 요리 대회에 참가하여 흑마늘을 특별 재료로 사용하여 햄버거를 만들 계획이다. 하지만 그의 아들 진이 실수로 흑마늘을 잊어버리고 망쳐버리자, 밥의 아이들은 제때 대체품을 사서 위기를 모면하기 위해 온 마을을 뛰어다닌다.
가이즈 그로서리 게임 시즌 3, 에피소드 13에서 마지막 두 참가자는 '최고의 요리'를 만들기 위한 필수 '식료품 목록'의 일부로 흑마늘을 사용해야 했다.

## 같이 보기
- 음식 포털